# Новоабсалямово
Новоабсаля́мово (баш. Яңы Әпсәләм) — упразднённая деревня в Аургазинском районе  Республики Башкортостан России. Входила деревня в состав Уршакского сельсовета. В ней проживали татары.  

## География
Находилась у реки Чартма .

### Географическое положение
Расстояние до:
- районного центра (Толбазы): 20 км,
- ближайшей железнодорожной станции (Давлеканово): 50 км.

## История
Образована в 1930-е гг. как выселок села Абсалямово (сейчас она называется Староабсалямово).
на 1 июня 1952 д. Ново-Абсалямово входила в Абсалямовский сельсовет.
На 1 января 1969 года Абсалямовский сельсовет уже не существовал, и Новоабсалямово включено в Султанмуратовский сельсовет. 
Затем, до 1 июля 1972 года, Новоабсалямово вошёл в Уршакский сельсовет.
11 декабря 1987 года Председатель Президиума Верховного Совета Башкирской АССР подписал «Указ об исключении из учётных данных некоторых населённых пунктов» № 6-2/481.

Президиум Верховного Совета Башкирской АССР постановляет:
Исключить из учетных данных следующие населенные пункты:
деревню Новоабсалямово Уршакского сельсовета Аургазинского района;
хутор Арметбаш, деревню Сафартуй Арметовского сельсовета, хутор Родниковский Верхоторского сельсовета, поселок Михайло-Архангельский Салиховского сельсовета Ишимбайского района.— http://ufa.regionz.ru/index.php?ds=39409